# أسواق العقارات في جنوب شرق آسيا وهونغ كونغ

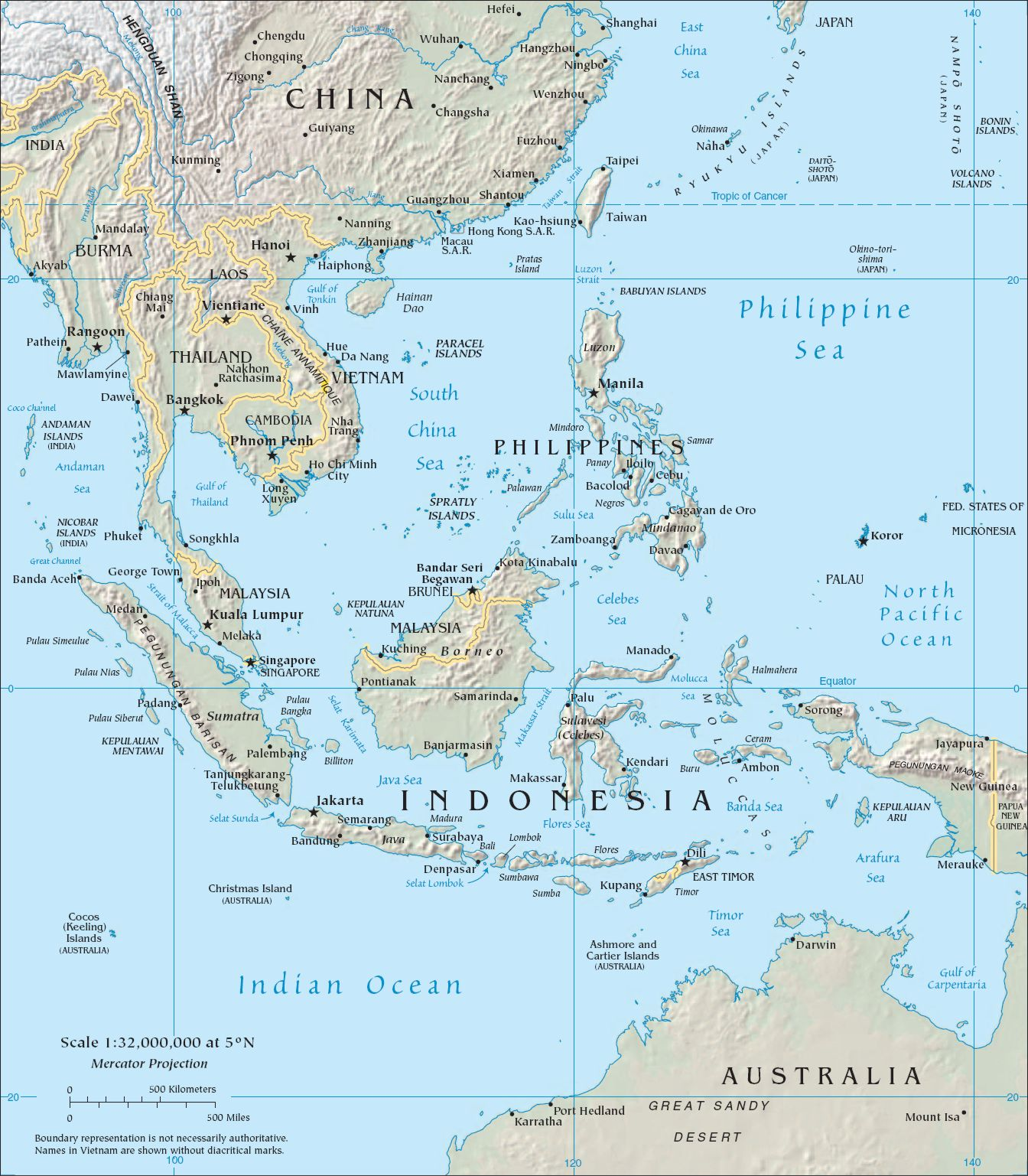
خريطة جنوب شرق آسيا

أسواق العقارات في جنوب شرق آسيا وهونغ كونغ منذ الأزمة المالية الآسيوية عام 1997، تطورت أسواق العقارات بشكل كبير على مر السنين. قامت الحكومات الآسيوية بتحسين الموقف المالي المرتبط بهيكل تمويل الإسكان، مما أتاح المزيد من الوصول إلى مجموعة متنوعة من منتجات الرهن.
للإسكان في آسيا دور مهم في النمو الاقتصادي. في أوائل التسعينات من القرن الماضي، أدى التحضر الكبير في هونغ كونغ وسنغافورة وتايلاند والفلبين ودول جنوب شرق آسيا الأخرى إلى ارتفاع كبير في أسعار المساكن. اجتذبت آسيا الاهتمام الاقتصادي العالمي حتى الانهيار الاقتصادي في عام 1997. وبعد عقد من الزمان، استقر الاقتصاد الآسيوي، وسمح لسوق العقارات بالتقدم. ونتيجة لذلك، يستمر الاستثمار الأجنبي في النمو. يشهد السوق حاليًا زيادة بنسبة 50٪ في المبلغ المستثمر في الدول الآسيوية على مستوى العالم. على الرغم من أن بعض الدول في آسيا قد لا تكون مناسبة للاستثمار الدولي، نظرا للتلاعب الحكومي بأرقام الناتج المحلي الإجمالي والعقارات المبالغة في تقدير القيمة والتي تغذيها نسب عالية من الدين إلى الدخل.

## هونغ كونغ
تمتلك هونغ كونغ واحدة من أكثر أسواق الرهن العقاري تطوراً في آسيا. تمثل قروض الرهن العقاري 25-30 ٪ من القروض المصرفية في هونغ كونغ. ملكية الأراضي والقيود المفروضة من قبل الحكومة خطر عدم الكفاءة مع العرض والطلب على المساكن. في عام 1998 كان هناك انهيار في أسعار العقارات. من عام 1997م إلى 2003م انخفضت أسعار العقارات السكنية في هونغ كونغ بنسبة 61٪ في أعقاب الأزمة الاقتصادية الآسيوية. تظهر التحقيقات أن هناك علاقة واضحة بين الإقراض وأسعار العقارات، ويعتقد أن التأثير جاء من أسعار العقارات إلى الائتمان المصرفي بدلاً من الاتجاه الآخر. تشتهر هونغ كونغ بكونها واحدة من أغلى قطاع العقارات في العالم، في كل من المناطق التجارية والسكنية. مع زيادة قيمة العقار، فإن الاتجاه السائد لدى مالكي العقارات في هونغ كونغ هو ترك العقار شاغراً أثناء انتظار وقت أفضل لبيعه. وهذا يثير في وقت لاحق معدل الشغور. (على سبيل المثال، في عام 2007م، كان معدل الشواغر للعقارات السكنية في هونج كونج قريبًا من 2.5٪ مع زيادة بنسبة 11٪ في قيمة العقارات السكنية).

## سنغافورة
نظرًا لطبيعة البلد، فإن غالبية العقارات في القطاع العام تمثل 85٪ من إجمالي الأسر. في التسعينيات من القرن الماضي، كانت لدى الحكومة خطط لتشجيع تطوير الإسكان الخاص، والذي كان ناجحًا مع زيادة حصة الإسكان الخاص بسرعة. في عام 2007م، ازدهر سوق العقارات السكنية في سنغافورة بسبب النمو الاقتصادي القوي وتدفق المهاجرين المحترفين إلى سنغافورة، مما عزز بشكل خاص صناعة الخدمات المالية. ويعزى الطلب على المساحات المكتبية في سنغافورة إلى مشكلة العرض الضيق في سوق العقارات في سنغافورة والتوسع في التسهيلات المالية المتاحة لخدمة الثروة الخاصة في آسيا. (على سبيل المثال، في عام 2008م، ووفقًا لهيئة أراضي سنغافورة، كان توافر العقارات السكنية في سنغافورة ضيقًا مع إنشاء 457 وحدة جديدة فقط أو المخطط لها من 2008م إلى 2013م).

## اندونيسيا
تركزت أخبار التطوير العقاري في جاكرتا، عاصمة البلاد. في سبعينيات القرن الماضي، ركز حاكم جاكرتا الملازم الجنرال علي صديقين على إعادة تأهيل الخدمات العامة وإعادة الإسكان. كانت الحكومة قادرة على توفير مساكن منخفضة التكلفة للمقيمين في شريحة الدخل المنخفض وكذلك تقديم قروض مدعومة للإسكان منخفض التكلفة من خلال بنوك الرهن العقاري المملوكة للدولة. أصبحت جاكرتا بؤرة ازدهار العقارات في أواخر الثمانينيات، ومع ذلك عانت خلال الأزمة المالية الآسيوية، التي عانت منها المدينة بشكل كبير. ومع ذلك، فقد تجدد السوق ببطء. داخل القطاع السكني، هناك اتجاه متزايد للاستثمار في بنيات جديدة. العديد من المشاريع الجارية هي من الطبقة المتوسطة الدنيا والمتوسطة العليا (التي تهيمن على السوق بنسبة 73 ٪ في عام 2008). تقع المباني الجديدة في شمال المدينة. تزايد الطلب حيث أثرت حركة المرور المتفاقمة في جاكرتا على قرارات المسافرين للاقتراب من مكان العمل، حيث يوجد العديد من أبراج الشقق الجديدة بجوار المراكز التجارية.

## تايلاند
كان سوق العقارات في تايلاند، الذي ازدهر لأول مرة في الثمانينات، وذلك بفضل الاقتصاد الجيد الأداء الذي جذب الكثير من الناس إلى الاستثمار العقاري.بعد بضع سنوات، شجعت الحكومة البنوك التجارية على بيع خدمات ومنتجات الرهن العقاري.عانت تايلاند من خسائر اقتصادية كبيرة خلال الأزمة الاقتصادية الآسيوية ولم يستعد السوق مرة أخرى حتى عام 2000، حيث شهد سوق العقارات استثمار ملياري دولار في العقارات التايلاندية.أسعار الاستثمار العقاري في تايلاند منخفضة بشكل كبير مقارنة بمواقع جنوب شرق آسيا الأخرى، مما يجذب المستثمرين الأجانب، والعديد منهم للسياحة.بالنسبة لمواطني تايلاند، يوجد حاليًا البنوك التجارية وبنوك الإسكان الحكومية المهيمنين على خدمات إقراض الرهن العقاري بحصة تجارية تتراوح بين 80 و 90٪. وقد لوحظ ارتفاع ويعتقد المحلل أن سوق العقارات في تايلاند قد يكون في بداياته. ومع ذلك، في السنوات الأخيرة وطوال عام 2010، كانت هناك تكهنات حول فقاعة مسكن تايلاندي محتمل. ومع ذلك، تزعم السلطات التايلاندية أنه لا يوجد دليل كاف على وجود فقاعة ملكية في تايلاند. تُظهر البيانات الحديثة تقاربًا قويًا في السوق من قبل المشترين الصينيين، خاصةً في شيانغ ماي وبانكوك وفوكيت, في حين أن أسعار الصرف الجيدة بالإضافة إلى التدفق المتصاعد للسياح الروس لديها خبراء يحذرون مطوري العقارات من عدم إغفال السوق الروسية.

## الفلبين
يمكن القول إن الفلبين كانت الأكثر تضرراً من الأزمة المالية الآسيوية عام 1997، مع أكبر انخفاض في سوق العقارات، ولم تتمكن بعد من التعافي بشكل كامل حتى يومنا هذا.على الرغم من ذلك، مع نمو الناتج المحلي المتوقع بنسبة 7.4٪ في عام 2007، والاقتصاد في الفلبين ينمو بقوة في كل من مانيلا وسيبو. أدى الاتجاه المتنامي في الاقتصاد في عام 2004 إلى طفرة عقارية صغيرة، حيث لا تزال جميع المساحات المكتبية والأسواق الفاخرة وتجارة التجزئة في ارتفاع. هذا مثير للدهشة لأن الفلبين لا تزال تعتبر مكانًا غير مرغوب فيه لممارسة الأعمال التجارية في آسيا على الرغم من وجود الكثير من المهنيين القادمين إلى البلاد والانضمام إلى مجتمع المغتربين. يعتمد النمو الاقتصادي اعتمادًا كبيرًا على الاستهلاك الخاص والاستثمار. هناك 8 ملايين مواطن أجنبي يواصلون الاستثمار في العقارات في الفلبين، لكن النمو قد يكون ضعيفًا بسبب الانخفاض الأخير في قيمة الدولار الأمريكي مقابل البيزو بنسبة 10٪. تُعد مدينة ماكاتي، منطقة الأعمال المركزية في مانيلا، أغلى منطقة في المدينة من حيث المساحة المكتبية. على العكس من ذلك، لا تزال مانيلا واحدة من أرخص الأماكن في آسيا لشراء العقارات السكنية الفاخرة. سوف تؤدي الزيادة الأخيرة في العرض لهذا الأمر إلى إزعاج السوق والمستثمرين السابقين خلال السنوات القليلة القادمة.